# Aeroporto Presidente Itamar Franco
O Aeroporto Presidente Itamar Franco (IATA: IZA / ICAO: SBZM), também conhecido como Aeroporto Regional da Zona da Mata, é um aeroporto localizado entre os municípios de Rio Novo e  Goianá, em Minas Gerais. Possui uma pista de 2525 metros de extensão e é o aeródromo polo regional da Região Aeroviária 18.

## História
Idealizado pelo ex-presidente Itamar Franco no final da década de 1990, o  Aeroporto Regional da Zona da Mata (antiga denominação), surgiu como um projeto para  alavancar a economia regional, facilitar o transporte de cargas e ampliar a oferta de transporte público na região. Desde o anúncio de sua construção em 1999 até a atualidade, foi motivo de debates e controvérsias sobre sua localização e instalação.
Devido ao Aeroporto Francisco Álvares de Assis (IATA:JDF / ICAO:SBJF), o Aeroporto da Serrinha, localizado na cidade de Juiz de Fora, que apresenta problemas de teto, em novembro de 1999, o governo do estado de Minas Gerais iniciou projetos e estudos para a construção de um novo aeroporto em substituição ao anterior. Por meio de uma comissão formada pelo Ministério da Aeronáutica e pelo governo estadual realizou-se uma pesquisa nas cidades ao redor para escolha de uma área que melhor se adequasse ao projeto que se idealizava. O local escolhido situa-se na divisa entre os municípios de Rio Novo e Goianá, ambas em Minas Gerais. A escolha foi determinada por se tratar de uma localidade que apresentou melhores condições topográficas e climáticas para sua instalação. Nove meses mais tarde, o projeto saiu do papel e começou a se tornar realidade. As desapropriações foram inevitáveis, dando lugar às máquinas de terraplanagem que rapidamente mudaram a paisagem local. É o primeiro aeroporto do Brasil implementado a partir de um plano diretor elaborado pelo Comando da Aeronáutica, o Terceiro Comar.
Com obras inauguradas em 2005, o aeroporto não operou voos comerciais inicialmente. Permaneceu esquecido durante alguns anos, até que o programa Fantástico da Rede Globo exibiu uma reportagem exclusiva em julho de 2007 sobre o descaso com recursos públicos empregado na obra. Na época, o aeroporto ainda encontrava-se em processo burocrático de homologação. Segundo reportagem do jornal O Estado de São Paulo, em 1º de agosto de 2007, o ministro do Tribunal de Contas da União, Benjamin Zymler, determinou a coleta de informações junto à Infraero sobre a construção e as condições do aeroporto, foi solicitado também apuração sobre a existência de estudos que posicionem o aeroporto mineiro como saída para atenuar a concentração do fluxo aéreo na cidade de São Paulo. Coincidentemente, na mesma data da solicitação do ministro, o aeroporto recebeu aprovação no teste de coeficiente de atrito realizado por solicitação da Infraero. Ainda no ano de 2007, foi anunciado pela Secretaria do Estado de Transportes e Obras Públicas (SETOP) investimentos a ordem de R$ 2 milhões para que fossem executados serviços de terraplanagem, pavimentação de acesso, drenagem, climatização de salas, complementação da estação meteorológica, conclusão da estação e do controle ao incêndio e melhorias no terminal de passageiros.

### Inauguração e início de operações de voos comerciais
A inauguração do aeroporto somente ocorreu após uma década de espera. O custo da obra foi estimado em mais de 100 milhões de reais. A primeira data para realização do primeiro voo comercial foi marcada para o dia 22 de agosto de 2011, mas por motivos técnicos e de condições meteorológicas o voo foi alternado para o Aeroporto Internacional do Rio de Janeiro. No dia seguinte, as 14:45 h, desembarcaram no terminal, 54 passageiros provenientes de Campinas. Aproximadamente 30 minutos depois, a aeronave ATR-72-200 decolava levando a mesma quantidade de passageiros para o estado de São Paulo. Curiosamente a inauguração oficial do aeroporto ocorreu cerca de três meses após a data do primeiro voo. Ela aconteceu no dia 19 de novembro do mesmo ano.
Na ocasião da cerimônia, estiveram presentes o então governador de Minas Gerais, Antonio Anastasia, a filha do ex-presidente Itamar Franco, Fabiana Surerus Franco, e demais autoridades políticas, empresários, representantes de agências de desenvolvimento, autoridades militares, além de diretores e gerentes do Grupo Multiterminais. Nesta mesma cerimônia foi sancionado um projeto de lei que homenageou o político juiz-forano, e a partir daquela data , foi instaurada a nomenclatura oficial do terminal: Aeroporto Presidente Itamar Augusto Cautiero Franco.

## Movimentação
Números de passageiros que passaram pelo Aeroporto por ano desde sua inauguração em 2011.
Movimento de passageiros do Aeroporto Regional da Zona da Mata
* Números do primeiro quadrimestre de 2021.

## Administração

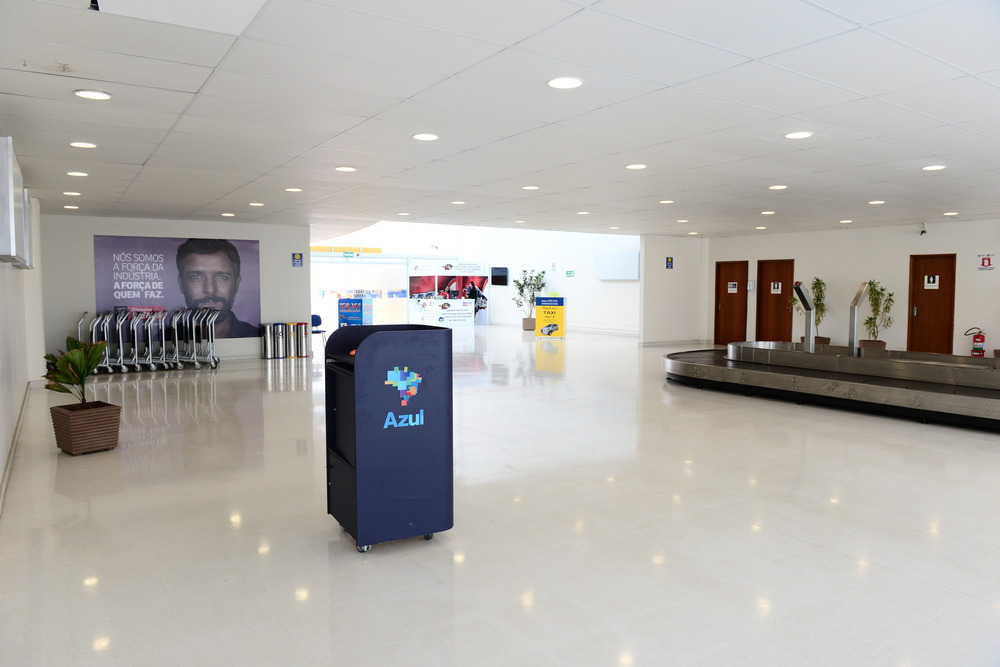
Aeroporto da Zona da Mata - IZA

### Terceirização
Em 16 de julho de 2010, o governo do Estado por meio da Secretaria de Estado de Transportes e Obras Públicas (Setop), e a empresa Multiterminais Alfandegados do Brasil Ltda. assinaram inicialmente um contrato de duração de 12 meses, que foram prorrogados por mais 48, ao valor anual de R$ 6,3 milhões.
A transferência da administração do terminal sob responsabilidade da Infraero ocorreu de modo singular e sem demora. Coube à nova administradora cuidar da operação, da manutenção, da conservação e do apoio à exploração comercial e industrial do aeroporto. O objetivo da empresa era desenvolver a área de transporte de carga, transformar o aeroporto em um polo de transporte da região, e explorar a localização privilegiada entre os grandes centros urbanos.
Foram realizadas também algumas obras essenciais para o início das operações no aeródromo: conformação da área em torno da pista, a alterações no relevo, implantação de áreas de segurança nas duas cabeceiras e implantação de área de giro em uma das cabeceiras para facilitar a manobra com grandes aeronaves.
Após a efetivação das intervenções necessárias, o aeroporto passou a contar com estação de rádio, monitores para orientação dos passageiros, sala de controle, aparato de check-in, área de embarque e desembarque, máquinas de raios X e de detecção de metal entre outras estruturas essenciais para o início das operações. Na época foram investidos mais de R$ 1,5 milhão somente em equipamentos de segurança. Outras adequações exigidas pelo Departamento de Controle do Espaço Aéreo (Decea) também foram implantadas, como a ligação do NDB (Radiofarol não direcional) ao gerador de emergência do aeroporto. Os equipamentos para balizamento noturno também já foram adquiridos e instalados.

### Parceria público-privada
Em 22 de dezembro de 2014, o governo de Minas Gerais assinou um acordo de concessão do Aeroporto Regional ao Consórcio Aeroporto Zona da Mata, formado pelas empresas Socicam e CBCE. O terminal é o primeiro aeroporto de Minas Gerais a ser administrado em modelo de Parceria Público-Privada (PPP) O prazo de concessão será de 30 anos, prorrogáveis por mais cinco. O consórcio vencedor apresentou a melhor proposta naquela época, oferecendo desconto de 32% no valor da contraprestação anual do Estado, que teve valor aproximado de R$ 4,4 milhões por ano durante a vigência do contrato. O modelo de PPP foi elaborado de modo a permitir o desenvolvimento focado tanto no transporte de passageiros quanto de cargas, dando flexibilidade à concessionária no desenvolvimento de negócios dentro do aeroporto.

## Acesso
Diferentemente de outras obras que possuem em seu projeto um planejamento para interligar regiões com eficiência e eficácia, o Aeroporto Regional Presidente Itamar Franco não contou com essa sorte inicialmente. Ele foi inaugurado sem uma estrada que oferecesse um acesso rápido entre os centros urbanos e o terminal. Os estudos foram feitos previamente, mas a melhoria da malha rodoviária só foi iniciada no ano de 2013. Destaca-se como ponto negativo o tempo excessivo para se chegar à área de embarque, o que consequentemente diminui a demanda de passageiros no local e um possível aumento no número de voos e de destinos ofertados. O motivo de tamanha perda de tempo pode ser também ser atribuído à exaustiva travessia por dentro de três cidades que possuem diversos redutores de velocidade.
Com o intuito de impulsionar o desenvolvimento da Zona da Mata, proporcionar maior fluidez para os voos de carga principalmente, o Governo de Minas iniciou intervenções que melhorassem o quadro. A previsão de que os trabalhos sejam executados em 18 meses, os 14 km que estão sendo abertos próximo ao bairro Barreira do Triunfo, em Juiz de Fora, às margens da BR-040 ao entroncamento com a MG-353, na localidade de João Ferreira, em Coronel Pacheco, foi orçado em R$ 51 milhões e tem o aporte de recursos exclusivos do Governo do Estado. A obra consta no programa Caminhos Verdes de Minas desenvolvido pelo Governo Anastasia. Segundo o Departamento de Estradas de Rodagem de Minas Gerais (DER/MG), os serviços de terraplenagem e de drenagem estão avançados.
As empresas de ônibus Viação José Maria Rodrigues e Bassamar operam linha de ônibus intermunicipais ligando o aeroporto à estação rodoviária de Juiz de Fora e a outras cidades próximas. Estão disponíveis ainda táxis e aluguel de veículos.